# Akira Hasegawa
Akira Hasegawa (japonès: 長谷 川晃, nascut el 17 de juny de 1934) fou un físic teòric i enginyer japonès que ha treballat als Estats Units i al Japó. És conegut pel seu treball en la derivació de l'equació Hasegawa-Mima, que descriu la turbulència del plasma fonamental i la consegüent generació de flux zonal que controla la difusió del plasma. Hasegawa també va descobrir els solitons òptics en fibres de vidre, un concepte que és essencial per a les comunicacions òptiques d'alta velocitat.
Hasegawa va ser el primer a suggerir l'existència de solitons òptics el 1973. El 1974, ell (juntament amb Liu Chen) va demostrar que els plasmes podien escalfar-se amb l'ona cinètica d'Alfvén. Hasegawa i Chen van introduir el concepte de l'ona cinètica d'Alfven per il·lustrar el procés microscòpic de l'escalfament de l'ona d'Alfvén. El 1977, Hasegawa va introduir l'equació Hasegawa-Mima per descriure la turbulència en els plasmes de Tokamak i després la va desenvolupar durant la dècada de 1980 (amb Masahiro Wakatani) per obtenir l'equació Hasegawa-Wakatani. L'equació va predir una cascada inversa en l'espectre d'energia turbulenta (és a dir, de longituds d'ona petites a grans) i fluxos zonals (en direcció azimutal al Tokamak) que poden controlar la difusió radial turbulent. Amb Wakatani, va escriure un article sobre la turbulència autoorganitzada en plasmes.
La proposta de Hasegawa per atrapar plasmes amb un imant dipol similar al camp magnètic terrestre, on la turbulència causada pel vent solar estabilitza la trampa, es va implementar en el primer experiment de plasma dipol a la Universitat de Tòquio pel professor Zensho Yoshida. El 2010, també es va construir un experiment de plasma amb un dipol flotant a l'Institut Tecnològic de Massachusetts.